# Sant Pere de Galligants

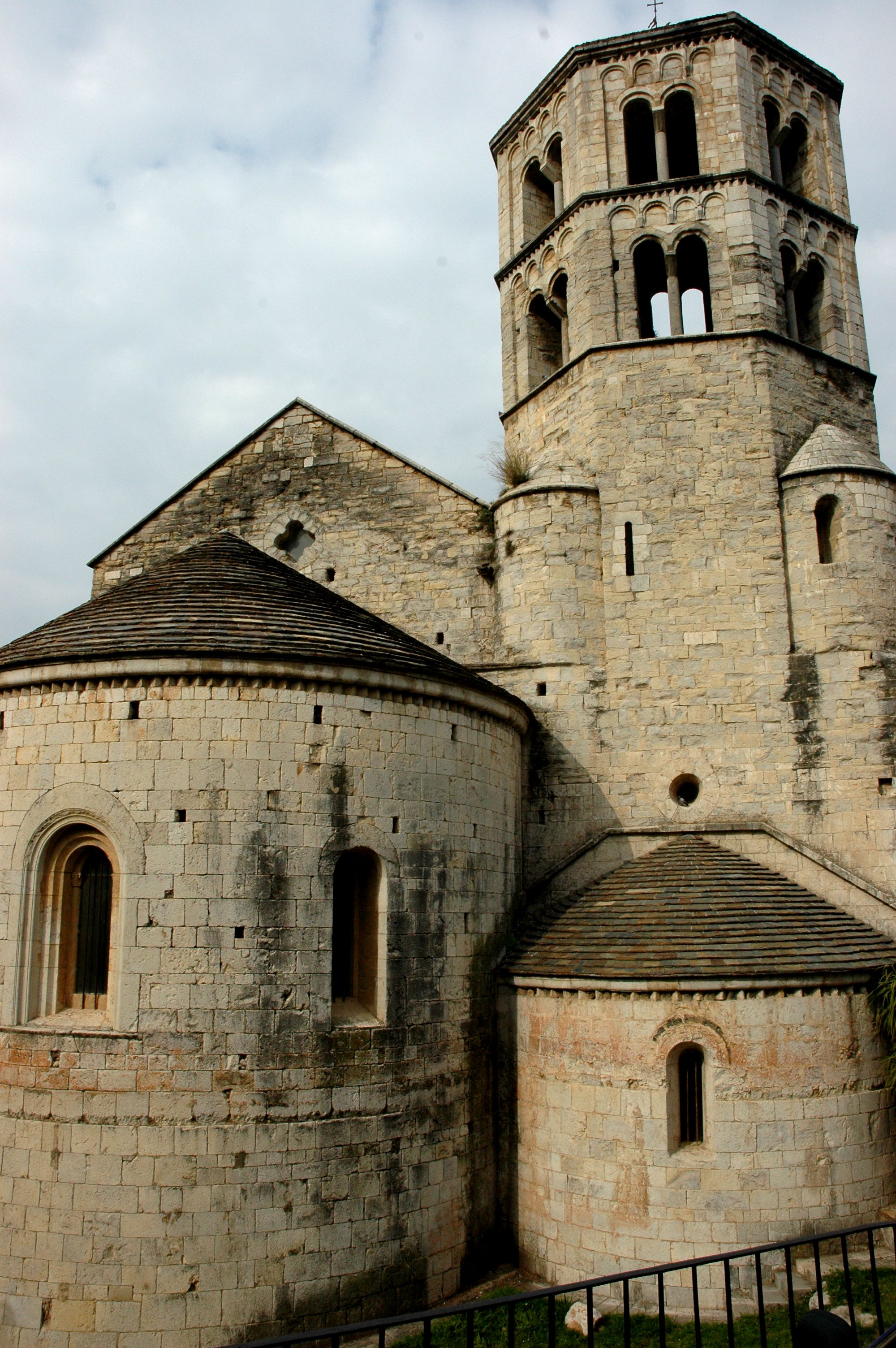
Sant Pere de Galligants

Plan von Kirche und Kreuzgang

Das Kloster Sant Pere de Galligants ist eine ehemalige Abtei des Benediktinerordens in der Stadt Girona (Katalonien). Seit 1857 ist hier das Museu d’Arqueologia de Catalunya untergebracht.

## Geschichte
Das genaue Datum der Gründung ist unbekannt. Sie wurde initiiert, als Ramon Borrell, Graf von Barcelona, 992 das Grundstück am Fluss Galligants (im Viertel Sant Pere außerhalb der Mauern von Girona) zur Verfügung stellte und einige Jahre später das Kloster großzügig in seinem Testament bedachte. So wurde das Kloster eines der seltenen Beispiele einer stadt-nahen Gründung; in der Regel bevorzugten die Benediktiner die Einsamkeit.
Im Jahr 1117 vereinigte Graf Ramon Berenguer III. das Kloster mit der französischen Abtei Sainte-Marie de Lagrasse; es durfte aber einen eigenen Abt behalten. Kurze Zeit später wurde die heutige Kirche errichtet. Obwohl der Zusammenschluss beibehalten wurde, war er schon ein Jahrhundert später nur noch formal vorhanden und das Kloster im Grunde wieder eigenständig.
Zur Zeit Peter IV. wurden die Stadtmauern Gironas erweitert. Sant Pere lag von nun an innerhalb der Stadt.
Die Abtei war nicht sehr groß. Zuweilen lebten hier außer dem Abt nur sechs Mönche und sechs Brüder. Obwohl die Kirche Pfarrkirche des Viertels Sant Pere war, fanden die meisten Gottesdienste in der nahe gelegenen Kirche Sant Nicolás statt; lediglich die Taufen wurden in der Klosterkirche gespendet.
Im 15. Jahrhundert begann die Zeit des Niedergangs. 1592 wurde die Verbindung zur Abtei von Lagrasse gelöst und etwas später das Kloster mit den Abteien von Sant Miquel de Cruïlles und San Miguel de Fluviá vereinigt. Dieser Zusammenschluss trug jedoch nicht zur Belebung bei. Als das Kloster 1835 geschlossen wurde, lebten dort nur noch ein Abt und vier Mönche.

## Gebäude

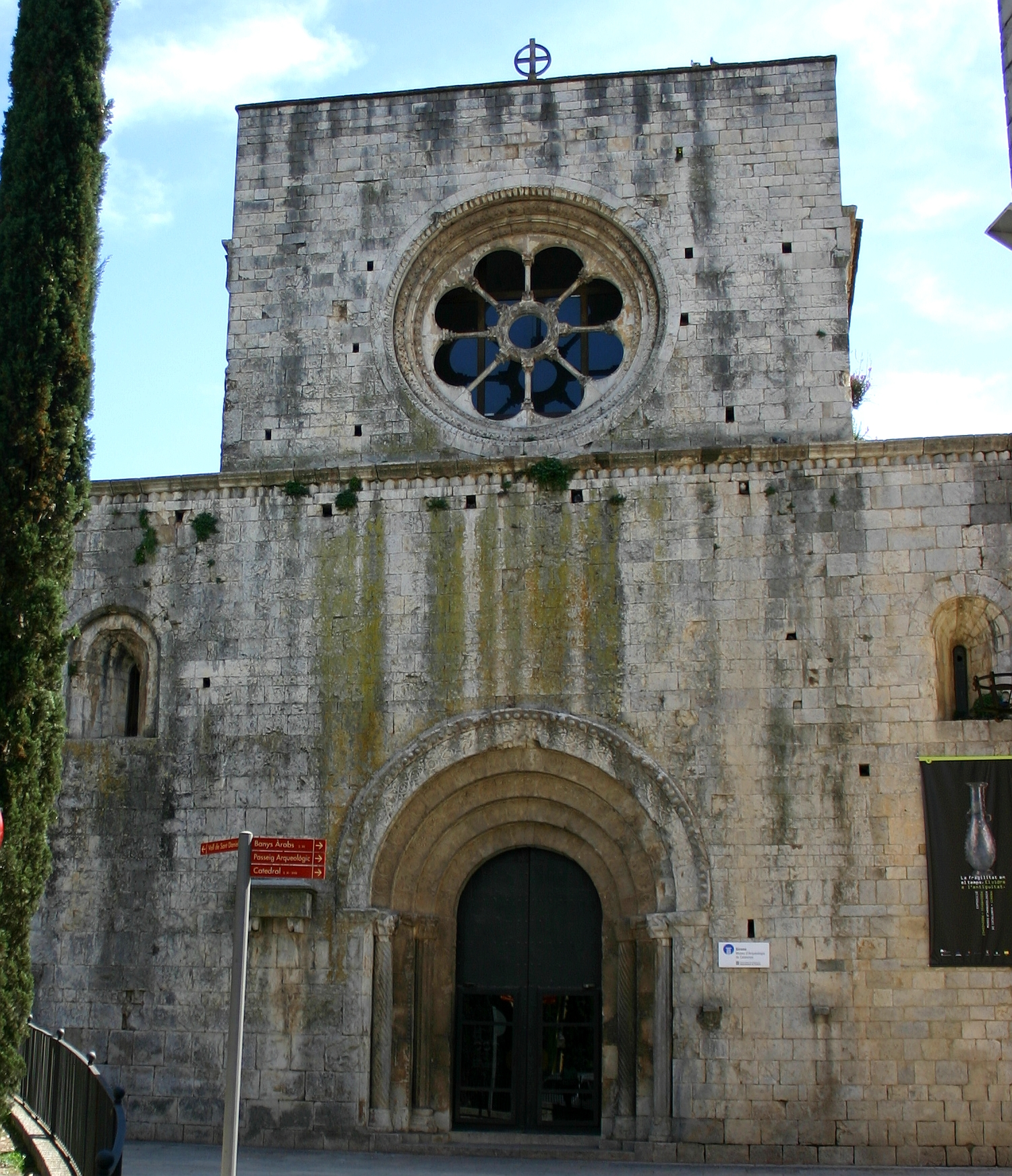
Fassade

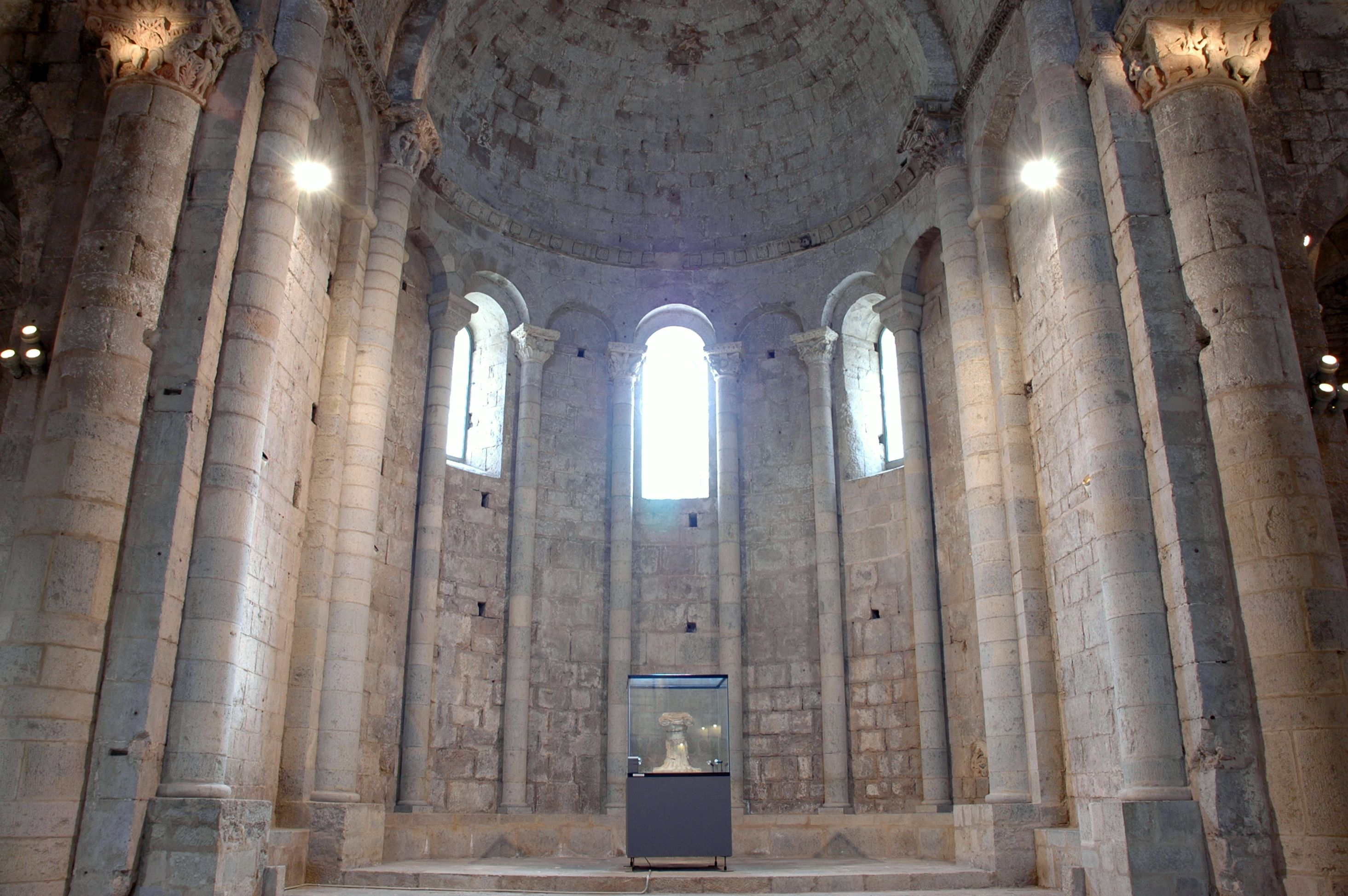
Apsis der Kirche

Die heutige Kirche wurde auf den Resten des Vorgängerbaus im Jahre 1130 errichtet. Der achteckige Kampanile weist mit seinen Lisenen und Bogenfriesen lombardische Schmuckformen auf. Im Zuge der Erweiterung der Stadtmauer (1362) wurde der Turm zu Verteidigungszwecken umgebaut.
Über dem einfachen, an ältere Vorbilder erinnernden, mit geometrischen Mustern sowie figürlichen Ornamenten geschmückten Portal befindet sich eine Fensterrose mit 3,50 Meter Durchmesser, deren Rand ebenfalls durch kunstvolle Steinmetzarbeiten verziert ist.
Die Kirche ist eine dreischiffige Basilika mit Staffelchor. Die Kapitelle der Säulen im Mittelschiff zeigen pflanzliche Motive. Von diesen unterscheiden sich die Kapitelle an den Flanken der Hauptapsis deutlich. Sie sind kunstvoller herausgearbeitet und werden dem Meister von Cabestany, einem namentlich nicht bekannten Bildhauer des 12. Jahrhunderts, zugeschrieben, von dem auch in Lagrasse Arbeiten erhalten sind.

## Kreuzgang

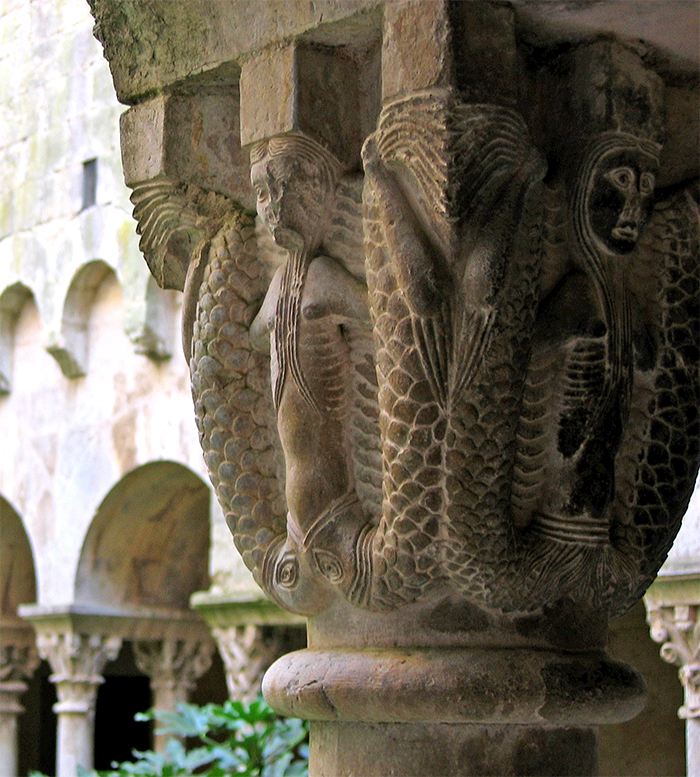
Detail eines Kapitells

Der Kreuzgang wurde zwischen 1154 (nördlicher Teil) und 1190 errichtet. Er ist ein schönes Beispiel für die katalanische Romanik. Die Themen der Kapitelle ähneln denen der nahe gelegenen Kathedrale. Auf einigen sind Szene aus dem Leben Jesu zu erkennen, auf anderen typisch romanische Motive wie Löwen oder Sirenen.